# ماري مياموتو
ماري مياموتو (宮本 真理)، هي لاعبة كرة قدم كانت تلعب كحارس مرمى. ولعبت مع منتخب اليابان لكرة القدم للسيدات.